# Suzanne Lauriot Prévost
Pour les articles homonymes, voir Lauriot et Prévost.
Suzanne Lauriot Prévost, née le 31 mai 1899 à Paris et morte le 14 février 1991 à Neuilly-sur-Seine, est une écrivaine de langue française qui signe le plus souvent S. L. Prévost et parfois Micca ou Franchel.
Fortement engagée dans le scoutisme, ses petits romans, souvent parus dans la Bibliothèque de Suzette, illustrent la pédagogie et la méthode du scoutisme. Elle cherche par ses écrits illustrer combien le jeu et l’organisation scouts étaient bénéfiques et éducatifs pour les enfants.
Elle a été rédactrice et responsable du journal de l'Association des paralysés de France, Faire face. Elle collabore également à la revue Lisette.